# Großsteingräber bei Gammelby-Eichtal
Die Großsteingräber bei Gammelby-Eichtal waren ursprünglich wahrscheinlich drei megalithische Grabanlagen der jungsteinzeitlichen Trichterbecherkultur bei dem zur Gemeinde Gammelby gehörenden Gut Eichtal (auch Eichthal) im Kreis Rendsburg-Eckernförde in Schleswig-Holstein. Von diesen existiert heute nur noch eines. Es trägt die Sprockhoff-Nummer 55. Das erhaltene Grab und die Reste eines zerstörten Grabes wurden 1950 und 1951 von Hans Hingst und Peter La Baume archäologisch untersucht.

## Lage
Das erhaltene Grab befindet sich nördlich von Gammelby und südwestlich des Gutes Eichtal, unmittelbar östlich der Straße nach Sönderby. Nach Sprockhoff ist dies nicht der ursprüngliche Standort. Hingst gibt an, es wurde 1950 beim Pflügen auf der Hofkoppel des Gutes Eichtal entdeckt. Wahrscheinlich ist der eigentliche Fundort nicht sehr weit vom heutigen Standort entfernt. Das zweite Grab, dessen Reste 1951 von La Baume untersucht wurden, lag etwa 150 m nordwestlich von Grab 1. Ein drittes Grab lag nach Sprockhoff 100 m ostsüdöstlich von Grab 1.

## Beschreibung

### Grab 1
Die Anlage besitzt eine leicht ovale Hügelschüttung. Die Länge beträgt von Nord nach Süd 25 m und die Breite von Ost nach West 20 m. Der Hügel besaß ursprünglich eine steinerne Umfassung. Bei der Grabkammer handelt es sich um einen kleinen, ostsüdost-westnordwestlich orientierten Großdolmen mit einer Länge von etwa 3 m und einer Breite von etwa 1,4 m. Die Kammer bestand ursprünglich aus drei Wandsteinpaaren an den Langseiten, einem Abschlussstein an der westlichen und einem kleineren Abschlussstein an der östlichen Schmalseite, einem Schwellenstein an der Südostecke und drei Decksteinen. Hingst fand bei seiner Untersuchung noch den östlichen Abschlussstein, den Schwellenstein, die beiden östlichen Wandsteine der Langseiten und den mittleren Wandstein der Nordseite vor. Zwischen dem Abschlussstein und dem angrenzenden Wandstein der Nordseite konnte Hingst noch Reste von Zwickelmauerwerk ausmachen. An den Außenseiten der Standspuren der Wandsteine stellte er zudem Reste einer Lehmpackung fest. Die fehlenden drei Wandsteine, der westliche Abschlussstein und zwei Decksteine lagen verlagert am Feldrand. Sie befinden sich mittlerweile wieder an ihrem ursprünglichen Platz. Nur ein Deckstein fehlt. Grabbeigaben fand Hingst nicht.

### Grab 2
Das zerstörte Grab 2 besaß eine Hügelschüttung, die eine langovale Grabkammer mit einer Länge von etwa 3 m und einer Breite von 1,6 m umschloss. La Baume konnte noch die Standspuren der Wandsteine, Reste einer Lehmpackung an deren Außenseiten, Reste des Kammerpflasters aus Feuerstein-Grus sowie Scherben von Keramikgefäßen der Trichterbecherkultur feststellen. Am Rand des Hügels wurde zudem ein Feuersteindolch gefunden, der wahrscheinlich aus einem zerstörten endneolithischen Baumsarggrab stammt.

### Grab 3
Über Orientierung, Maße und Typ des dritten Grabes liegen keine Angaben vor.